# 林二郎
林 二郎（はやし じろう、1895年9月29日 - 1996年11月23日）は、日本の木工家具デザイナー、職人。
ペザント・アートと呼ばれる、ヨーロッパの農家風の家具で知られる。林遊卯は子。

## 略歴
東京・銀座出身。上野美術学校中退。竹内栖鳳に師事して木版を始め、後に木工家具製作に転じる。関東大震災で家が焼けたため福井県鯖江市に転居し、そこで挽物の技術を会得する。1936年に日本橋高島屋で家具の個展を開き、その後もたびたび個展を催した。

## 著書
- ジロー木工50年
- ペザント・アートへ-木工生活80年